# 伍氏點麗魚
伍氏點麗魚為輻鰭魚綱鱸形目隆頭魚亞目慈鯛科的其中一種，分布於非洲馬拉威湖流域，體長可達25公分，棲息在湖泊沙底質開放水域，屬肉食性，以魚類為食，通常成對或成群活動，生活習性不明，可做為觀賞魚。

## 擴展閱讀
維基物種上的相關：伍氏點麗魚